# Brdo čizama (1969.)
"Brdo čizama" (tal. La collina degli stivali) je talijanski vestern iz 1969. kojeg je režirao Giuseppe Colizzi. Znakovit je po tome što je treći od prva tri ozbiljna filma u kojima su prvi put nastupili Bud Spencer i Terence Hill, prije nego što se dvojac iskušao u komedijama i stekao svjetsku slavu. U Njemačkoj je film čak ponovno sinkroniziran nakon uspjeha Hilla i Spencera u 1970-ima te "prilagođen" široj publici u obliku komedije pod naslovom "Zwei haun auf den Putz", čime su ublažene neke nasilne scene originala.
Fim je sniman u Almeríiji, Španjolska.

## Radnja
Divlji zapad, 19. stoljeće. Kauboja Cata Stevensa proganja tajnovita banda koju vodi kriminalac Finch. Ranjen, Cat se uspije sakriti u vagon cirkusa koji nastupa u tom malenom gradu. Kada putujući cirkus krene, Crnoputi Thomas, trapezist, ga pronađe onesviještenog. Kada se dio bande pojavi ispred karavane i zapriječi im put kako bi ih pročešljali ne bi li pronašli Cata, Thomas ih upuca, čime se cijeli cirkus automatski nađe na njihovoj meti. Nakon što je Cat ozdravio, objasni im što se događa: dobio je udio zemlje gdje je pronađeno vrijedno nalazište zlata u nekom gradiću, no dozvola se mora obnoviti svake godine kada u gradić stiže javni bilježnik, pa tamošnji gradonačelnik, Fisher, uz potporu Fincha, ima cilj ili ubiti ili natjerati silom svakog vlasnika od odustajanja zemljišta kako bi sve zlato pripalo njemu i njegovoj bandi.
Thomas mu odluči pomoći, pogotovo nakon što je banda upucala njegovog kolegu u cirkusu. Kako bi dobili pomoć, Cat pozove svojeg starog prijatelja, debelog Hutcha i njegovog kolegu, nijemog Babydolla, kako bi se riješili Fishera. Zajedno, uspiju sve zlikovce navesti da posjete njihovu predstavu u cirkusu. Tamo, poput Hamleta, organiziraju prikrivenu predstavu o dvojici tajkuna koji šamaraju stanovnike koji su pronašli zlato na svojem posjedu, čime raskrinkavaju Fisherovu taktiku pred svima. Tada Cat, Thomas i Hutch uspiju eliminarati bandu i ostale kriminalce, a Fishera ostave gomili.

## Glume
- Terence Hill - Cat Stevens
- Woody Strode - Thomas
- Bud Spencer - Arch Hutch Bessy
- Eduardo Ciannelli - Boone
- Glauco Onorato - Finch
- Victor Buono - Gradonačelnik Fisher

## Vanjske poveznice
- Brdo čizama u internetskoj bazi filmova IMDb-a
- Brdo čizama na Rotten Tomatoes